# Borja Sánchez Gil
Borja Sánchez Gil (Arenas de San Pedro, Ávila, 14 de febrero de 1987) es un futbolista español que actualmente está en la RSD Alcalá. Juega en la posición de centrocampista.

## Trayectoria
Formado en edad juvenil en las categorías inferiores del Atlético de Madrid. Debuta en edad profesional en Segunda División B con la RSD Alcalá (2005-2006). Pasará al año siguiente al Atlético de Madrid "B", después fichó por la Real Balompédica Linense y Club Deportivo Denia.
En 2010 Borja Sánchez firmó un contrato con el Girona FC por una temporada, ampliable a un segundo año en función de su rendimiento.
El 15 de junio de 2011 pasó a pertenecer a la SD Ponferradina, equipo que jugaba en la Segunda División B por aquel momento.
En julio de 2012 ficha por el CE L'Hospialet y causa baja por motivos personales.
En agosto de 2012, Gorka Etxeberria depositó su confianza en él y fue fichado por la Unión Deportiva Salamanca, donde ha sobresalido por su esfuerzo y dedicación en el equipo. tras la desaparición del club se queda como agente libre
En julio de 2013, la Sociedad Deportiva Huesca lo ficha por dos temporadas.
En la temporada 2014-15, vestiría la elástica del AO Kerkyra de la liga griega.
A su regreso a España, formaría parte de los equipos de la Segunda División B de España como el CD Alcoyano, el CF Fuenlabrada, el CD Mirandés, la Unión Deportiva Logroñés y el Burgos CF.
El 10 de agosto de 2020, firma por la Union Deportiva San Sebastián de los Reyes hasta totalizar en 2023 la cifra de 17 años en categorías de ámbito nacional con 451 encuentros disputados, en los que marcó 32 goles entre la división de bronce, la Copa del Rey y el breve paso por el fútbol profesional vistiendo la elástica del Girona FC. 
En julio de 2023, firma por el Águilas FC de la Segunda Federación procedente de la Union Deportiva San Sebastián de los Reyes y un mes después alega motivos personales para abandonar la disciplina aguileña sin llegar a debutar.

## Clubes
| Club                                       | País   | Año         |
| ------------------------------------------ | ------ | ----------- |
| Real Sociedad Deportiva Alcalá             | España | 2005-2006   |
| Atlético de Madrid "B"                     | España | 2006-2007   |
| Real Sociedad Deportiva Alcalá             | España | 2007-2008   |
| Real Balompédica Linense                   | España | 2008-2009   |
| Club Deportivo Denia                       | España | 2009-2010   |
| Girona FC                                  | España | 2010-2011   |
| SD Ponferradina                            | España | 2011-2012   |
| Unión Deportiva Salamanca                  | España | 2012-2013   |
| Sociedad Deportiva Huesca                  | España | 2013-2014   |
| AO Kerkyra                                 | Grecia | 2014-2015   |
| CD Alcoyano                                | España | 2015-2016   |
| Club de Fútbol Fuenlabrada                 | España | 2016 -2017  |
| Club Deportivo Mirandés                    | España | 2017 - 2018 |
| Unión Deportiva Logroñés                   | España | 2018 - 2019 |
| Burgos Club de Fútbol                      | España | 2019 - 2020 |
| Union Deportiva San Sebastián de los Reyes | España | 2020-2023   |
| Águilas FC                                 | España | 2023        |
| Deportivo Arenas C.F                       | España | 2024        |
| RSD Alcalá                                 | España | 2024-       |